# 宝龙商业
宝龙商业（英語：Powerlong Commercial Management Holdings Limited，港交所：09909）全称是宝龙商业管理控股有限公司，隶属于宝龙集团，是一家中國的房地產商业管理服务公司，董事长是许华芳。

## 历史
2007年成立，主营业务包括商业运营服务和物业管理服务，2019年12月30日在香港交易所挂牌上市。截至2023年12月31日，签约建筑面积约为1510万平方米，其中已开业建筑面积约为1080万平方米。